# Црвеноока лист жаба
Црвеноока лист жаба живи у равничарским кишним шумама, на подручју Мексика, од јужног Веракруза до полуострва Јукатан. Основна храна су јој ситни бескичмењаци. Ноћни је ловац. Дугачка је 71 mm; припада фамилији Hylidae.

## Изглед
Основна карактеристика су јој црвене очи. Поред тога, ова врста има витко тело, уске бокове, дуге вретенасте ноге, и тешка лепљива стопала са канџама. Леђа су јој светлозелена, као и ноге, а стопала су јој наранџаста. Има лепљива стопала која јој омугућавају да се лакше вере по дрвећу. Такође није ни отровна за разлику од врста жаба у њеној околини. Због тако светлих боја она је и најомиљенија врста људима са тих крајева. Њене сличице се налазе на мајцама, поштанским сандуцима чак је држе за кућног љубимца.

## Сличне врсте
Има пуно сличних врста али само једна има црвене очи а то је мала лист црвеноока жаба.